# Skandinaviska Enskilda Banken
Die Skandinaviska Enskilda Banken AB (SEB; deutsch Skandinavische Privatbank) ist ein schwedischer Finanzdienstleistungskonzern mit Hauptsitz in Stockholm, Kungsträdgården. Er wurde 1856 von André Oscar Wallenberg als erste schwedische Privatbank gegründet. Noch heute ist die Familie Wallenberg engagiert, so führt Marcus Wallenberg den Vorsitz des Aufsichtsrats. Hauptaktionär ist die Investor AB. In Deutschland ist die SEB mit der Zweigniederlassung Skandinaviska Enskilda Banken AB (publ) Frankfurt Branch und der Tochtergesellschaft DSK Deutsch-Skandinavische Verwaltungs AG vertreten.

## Geschichte

### Stockholms Enskilda Bank

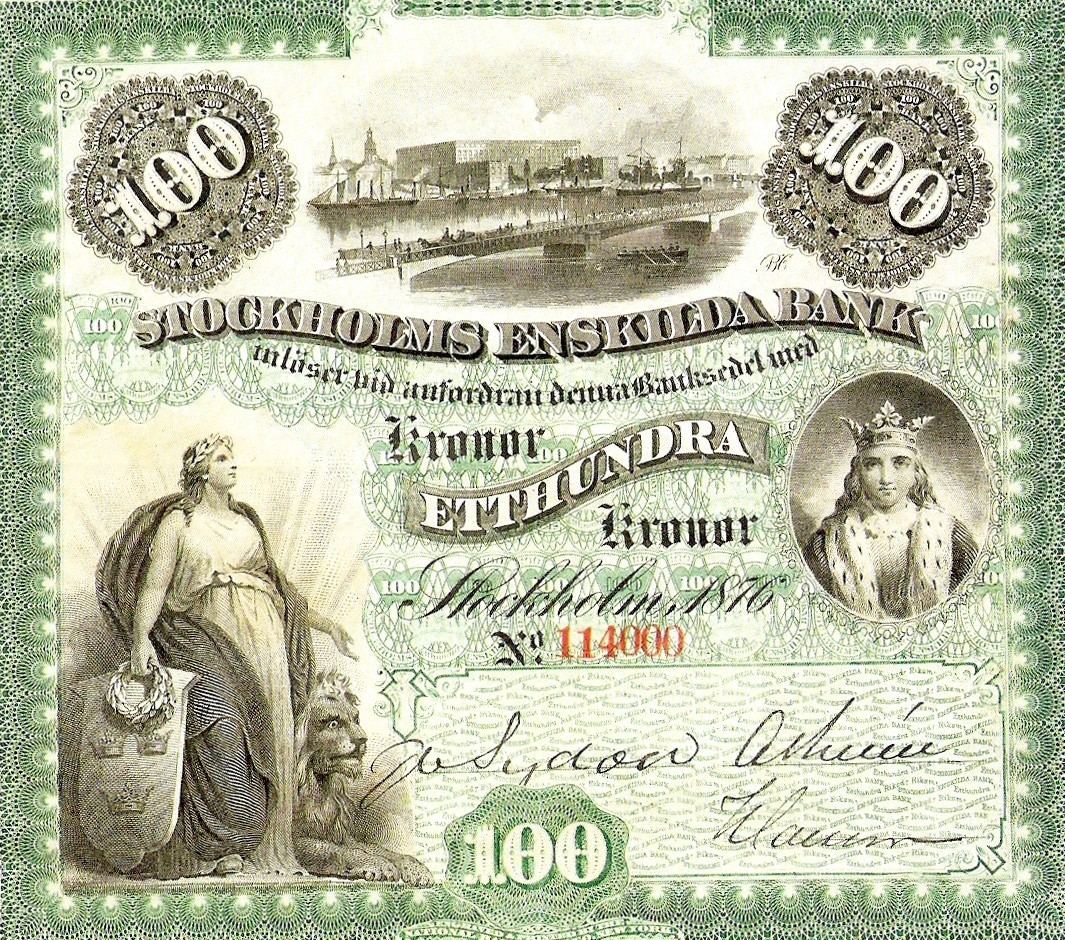
Banknote der Stockholms Enskilda Bank von 1876

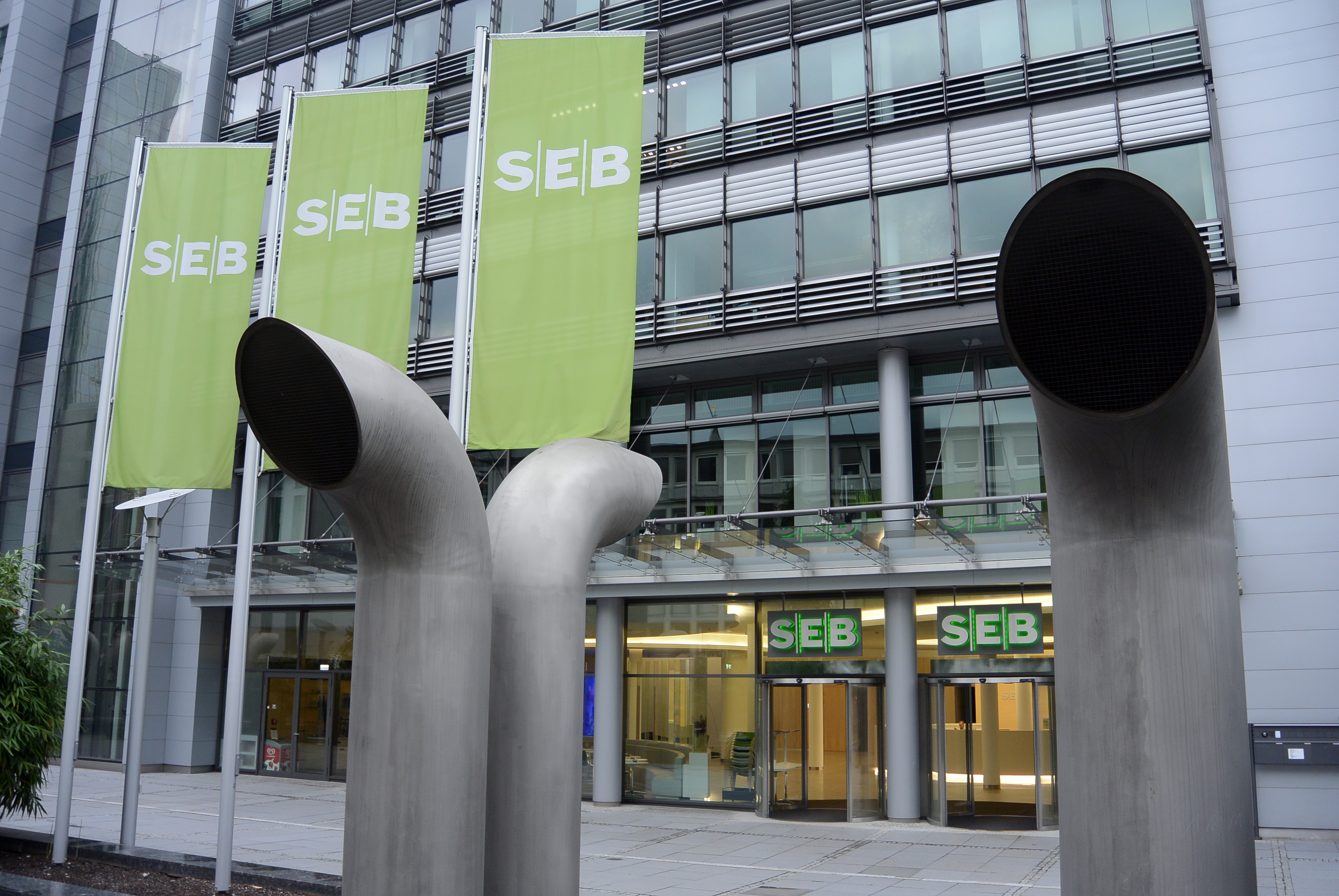
SEB Frankfurt

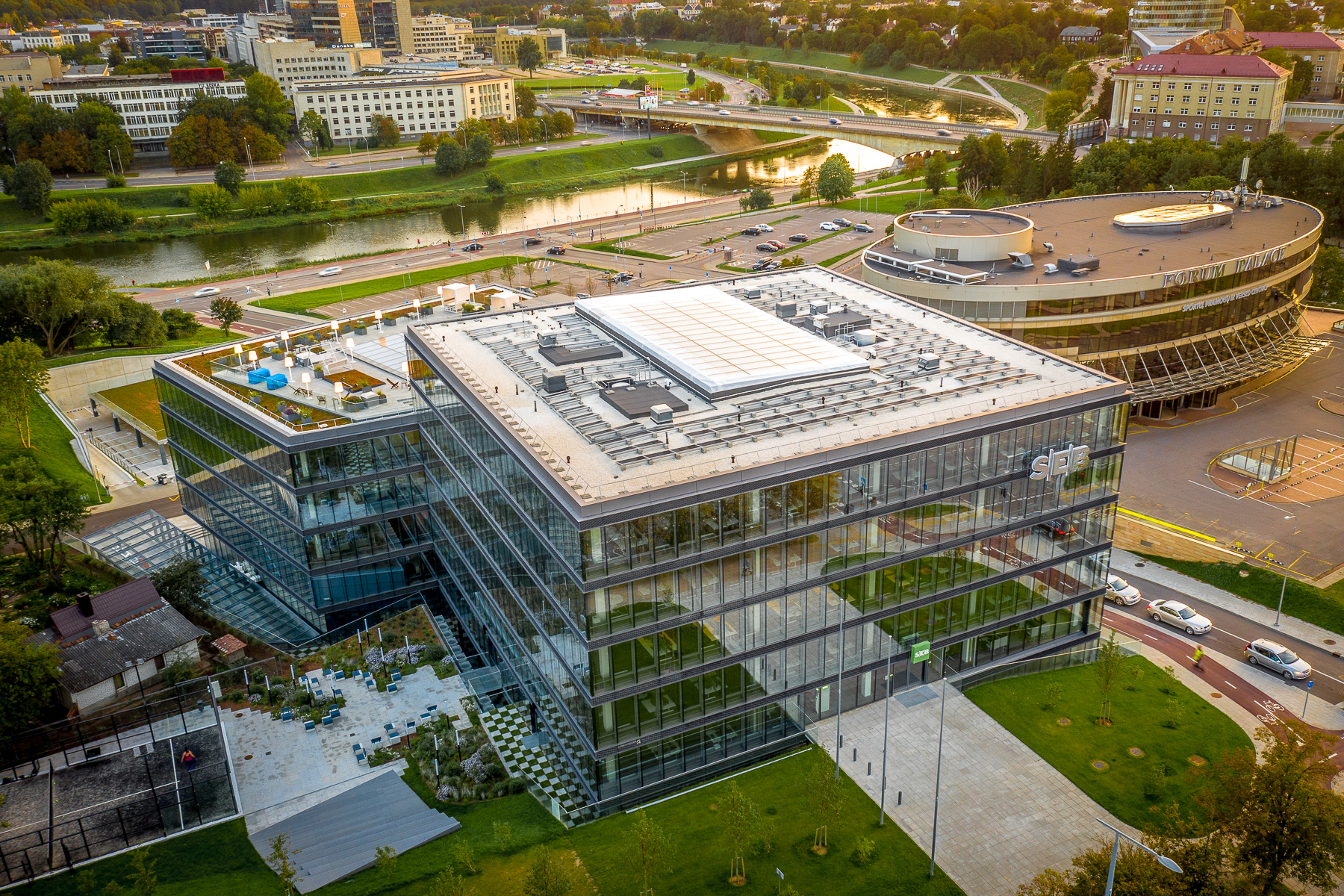
SEB Vilnius

Die SEB wurde 1856 als Stockholms Enskilda Bank (deutsch: Stockholmer Privatbank) von André Oscar Wallenberg gegründet und war an der Finanzierung der schwedischen Industrie – insbesondere der Unternehmungen der Familie Wallenberg – führend beteiligt. Sie erhielt als Privatnotenbank das Recht, Banknoten auszugeben. In der schwedischen Bankenkrise von 1878 stand die Bank kurz vor dem Zusammenbruch. Nachdem viele Kunden der Bank in Konkurs gegangen waren, war das Kapital weitgehend aufgezehrt. Gravierender noch war der Vertrauensverlust bei den Anlegern, der in einem Bankansturm zu enden drohte. Gerettet wurde die Bank durch König Oscar II., der demonstrativ persönlich eine Einzahlung von 10.000 Reichstalern vornahm (und die Regierung anwies, sich mit 23 Millionen an Eisenbahnobligationen zu beteiligen, die die Finanzkrise ausgelöst hatten).
1916 erfolgte die Gründung der Investor AB durch die Stockholms Enskilda Banken. In den 1930er Jahren erlitt Skandinaviska Kreditaktiebolaget infolge der internationalen Rezession und des Kreuger-Crashs schwere Verluste. Der Staat stellte der Bank 215 Millionen Kronen an Darlehen zur Verfügung, die die Bank innerhalb von vier Jahren zurückgezahlen konnte. Im Jahr 1939 änderte die Bank ihren Namen in Skandinaviska Banken. 1945 verfügte die Stockholms Enskilda Bank über 14 Filialen mit 433 Mitarbeitern.

### Skandinaviska Banken
1864 gründet Carl Fredrik Tietgen in Göteborg die Skandinaviska Kreditaktiebolaget, die später zur Skandinaviska Banken wurde.

### Fusion beider Banken zur SEB und die Aktivitäten in Deutschland
1972 fusionierte Stockholms Enskilda Bank mit der Skandinaviska Banken zur Skandinaviska Enskilda Banken. Erster Vorstandsvorsitzender wurde Lars-Eric Thunholm. Bis heute baut sie ihre Position vor allem im baltischen Raum, aber auch international aus und ist neben Nordea die führende skandinavische Bank. 1976 wurde (gemeinsam mit der Bayerischen Landesbank) die Deutsch-Skandinavische Bank als deutsche Tochtergesellschaft gegründet. 1982 eröffnete die Bank die Tochtergesellschaften SEB Corporation in New York und Enskilda Securities in London.
Von 1990 bis 1992 erlitt die Bank im Rahmen der Schwedischen Bankenkrise massive Verluste aus Immobilienkrediten von fast 24 Milliarden Kronen, konnte jedoch saniert werden und gewann Ende der 1990er Jahre die traditionell hervorragende Ertragskraft zurück. Zwischen 1997 und 2001 trat der Konzern in eine europäische Expansionsphase ein. Es folgten Akquisitionen im Bereich Lebensversicherung (Fusion mit Trygg Hansa), Vermögensverwaltung (Übernahme der ABB Investment Management 1998) und der Eintritt in neue Märkte: Deutschland, Baltikum, Polen und Ukraine. Der Versuch, im Jahr 2001 mit Föreningssparbanken zu fusionieren, scheiterte.
Im Jahr 2000 übernahm der SEB-Konzern in Deutschland die ehemalige BfG Bank. Im April 2001 erfolgte die Umfirmierung in SEB AG. Seitdem tritt die Bank in Europa einheitlich unter dem Namen SEB auf. Mit Wirkung vom 31. Januar 2011 wurde das deutsche Privatkundengeschäft an die spanische Banco Santander übertragen. Seitdem fokussiert sich die SEB in Deutschland auf das Geschäft mit großen und international agierenden mittelständischen Unternehmen, institutionellen Kunden sowie internationalen gewerblichen Immobilienkunden. Seit 2018 bündelt die SEB dieses Kerngeschäft in der Zweigniederlassung Skandinaviska Enskilda Banken AB (publ) Frankfurt Branch. In der SEB AG verblieb das Pfandbriefgeschäft. Mit dem Wind-down der SEB AG besteht 2023 noch die legale Einheit DSK Deutsch-Skandinavische Verwaltungs AG.

## Geschäft
Die SEB ist eine Universalbank mit dem Anspruch, die führende nordische Bank zu sein. Sie ist in allen Ostseeanrainerstaaten sowie der Ukraine mit Tochtergesellschaften vertreten. Ein weltweites Netz an Niederlassungen für das Firmenkundengeschäft wie in Asien und Amerika besteht ebenfalls.
Der SEB-Konzern gliedert sich in vier Geschäftsfelder: Large Corporates & Financial Institutions betreut 3.100 Unternehmen und institutionelle Kunden. Corporate & Private Customers kümmert sich um Privatkunden (1,5 Millionen) und kleinere Unternehmen (SME; 300.000). Die Geschäftsaktivitäten im Baltikum sind in dem Geschäftsfeld Baltic gebündelt. Life & Investment Management umfasst die Aktivitäten rund um die Themen Versicherung, Vermögensanlage und -verwaltung.
Der SEB-Konzern ist in 20 Ländern aktiv und betreut mehr als 4 Millionen Kunden. Die SEB beschäftigt rund 17.000 Mitarbeiter.

## Nachhaltigkeit
Seit 2009 ist „Corporate Sustainability“ im Geschäftsplan der SEB verankert. Ein in den Geschäftsbericht integrierter Nachhaltigkeitsbericht gibt jährlich Auskunft. Seit 2011 ist die Bank für ihr Umweltmanagementsystem nach ISO 14001 zertifiziert.
In Deutschland bündelt die Bank ihr soziales Engagement in der SEB Stiftung. Entsprechend der Satzung unterstützt sie „mildtätige Zwecke“ sowie Sport, Wissenschaft, Forschung, Kunst und Kultur.

## Tochtergesellschaften (Auszug)
- Schweden: SEB Trygg Liv Lebensversicherung
- Schweden: SEB Kort Kreditkarten
- Deutschland: DSK Hyp Bankgeschäft
- Deutschland: Skandinaviska Enskilda Banken AB (publ) Frankfurt Branch
- Estland: SEB Pank Bankgeschäft
- Lettland: SEB Unibanka Bankgeschäft
- Litauen: SEB bankas Bankgeschäft
- Russland: SEB Bank (früher: Petroenergobank) Bankgeschäft
- Ukraine: SEB Bank (früher: Faktorialbank) Bankgeschäft